# Il profondo mare azzurro (opera teatrale)
Il profondo mare azzurro (The Deep Blue Sea) è un'opera teatrale del drammaturgo britannico Terence Rattigan, presentata per la prima volta a Londra nel 1952. La pièce, ambientata nell'immediato dopoguerra, segue la giornata dopo il fallimentare tentativo di suicidio di Hester Collyer, donna borghese che ha lasciato la vita benestante per amore dell'aviatore Freddy, che però si dimostra scostante e prossimo ad abbandonarla. Il dramma fu ispirato a un luttuoso evento della vita di Rattigan, il suicidio del suo ex amante Kenneth Morgan, che si tolse la vita nel febbraio del 1949 nello stesso modo tentato dalla protagonista, inalando monossido di carbonio. La matrice autobiografica dell'opera aveva un carattere ancora più marcato nelle bozze originali, in cui la coppia protagonista era di due amanti omosessuali, così come anche un altro personaggio, il dottor Miller, sarebbe stato radiato dall'ordine dei medici per la sua omosessualità. Dopo il debutto del 1952, Il profondo mare azzurro è stato riproposto più volte sulle scene londinesi e newyorchesi, dato che il ruolo principale di Hester ha attirato numerose grandi interpreti teatrali, tra cui Peggy Ashcroft, Penelope Wilton, Blythe Danner, Harriet Walter, Greta Scacchi e Helen McCrory. In Italia, il dramma debuttò nel 1953 e fu riproposto nella stagione 2018 per la regia di Luca Zingaretti e Luisa Ranieri nei panni della protagonista.

## Trama
Hester Collyer viene trovata riversa sul pavimento da un vicino, che aveva fatto irruzione nello squallido appartamento dopo aver sentito un forte odore di gas. La donna si riprende e, imbarazzata, confessa di essere stata vittima di un incidente domestico, anche se la spiegazione non convince il vicino, dato che il tentativo di suicidio è evidente. Hester è la moglie del giudice Collyer, ma la donna ha abbandonato il marito da qualche mese per vivere il suo folle amore con Freddie Page, un ex pilota della Royal Air Force alcolizzato e disoccupato. L'amore tra i due era stato molto fisico e travolgente, ma superata la passione iniziale i due si sono ritrovati alienati, con poco in comune e una vita triste in periferia. I problemi di Freddie legati al bere e all'assenza di denaro non hanno fatto che peggiorare la situazione, al punto di spingerlo ad accettare un lavoro nell'America latina. Alla notizia della partenza dell'uomo che nonostante tutto ama ancora, Hester aveva tentato il suicidio con scarsi risultati. Durante il giorno riceve la visita del marito che, dopo aver sentito del tentativo di suicidio, le comunica che ha finalmente accettato di concederle il divorzio. Il dottor Miller, un misterioso medico tedesco radiato dall'albo, porta conforto alla donna dopo aver dato le prime cure, ma le impartisce anche una severa lezione sull'importanza della speranza come qualcosa da costruire e cercare da sé. Dopo un ultimo, desolante incontro con Freddie, che la lascia per sempre, Hester rimane ancora una volta sola a decidere cosa fare della sua vita, se riprovare con il suicidio o accettare la fine dell'amore e andare avanti.

## Adattamenti cinematografici e televisivi
Nel 1955 Anatole Litvak diresse la prima riduzione cinematografica del dramma, intitolata Profondo come il mare, con Vivien Leigh nel ruolo di Hester e Kenneth Moore nella parte di Freddie, il ruolo che aveva già interpretato al debutto mondiale dell'opera tre anni prima. Nel 2011 Terence Davies ha tradotto un nuovo, omonimo adattamento cinematografico de Il profondo mare azzurro, con Rachel Weisz nel ruolo di Hester, Tom Hiddleston nei panni di Freddie e Simon Russell Beale nella parte del giudice Collyer. Particolarmente apprezzata fu la performance della Weisz, che le valse una nomination al Golden Globe per la migliore attrice in un film drammatico.
La BBC ha realizzato tre adattamenti televisivi del dramma di Rattigan. Il primo nel 1954 con Kenneth More sempre nel ruolo di Freddie e Googie Withers in quello di Hester; il secondo nel 1974 con Peter Egan e Virginia McKenna e il terzo nel 1994 con Colin Firth e Penelope Wilton. Altri adattamenti televisivi della pièce sono stati realizzati in Germania (1971), Grecia (1979) e Spagna (1982).